# Monestir de Santa Maria de Riudaura
El monestir de Santa Maria de Riudaura fou un monestir benedictí radicat a l'actual església parroquial de Riudaura (Garrotxa). L'edifici està protegit com a bé cultural d'interès local.

## Història

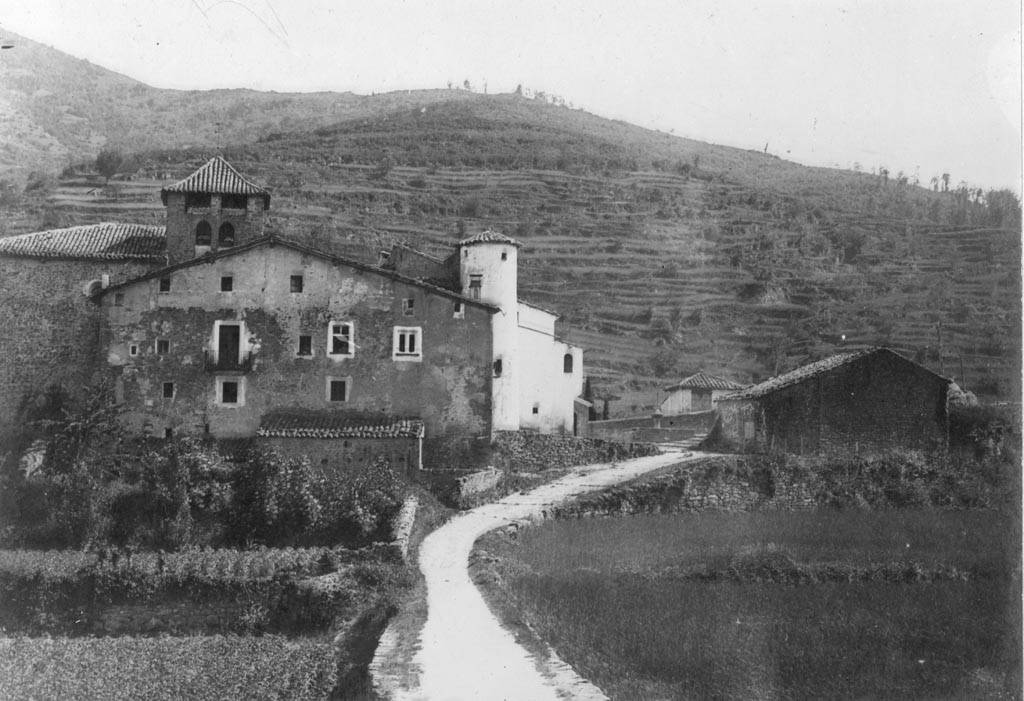
Vista general del Monestir de Santa Maria de Ridaura (entre 1890 i 1923)

Va ser fundat per Guifré I comte de Girona i Besalú vers el 852, i la seva església fou consagrada el 858 pel bisbe de Girona Sunifred. Malgrat les donacions inicials, fou un monestir de poca vitalitat, i així el 937 el comte Sunyer de Barcelona l'uní en qualitat de priorat al monestir occità de la Grassa.
| « | IPSO ANNO (950) SUNIARIUS BISULDUNENSIS COMES CELLAM RIODEZARIAM IN COMITATU BISULDUNENSI, CUM ECCLESSUS SANCTE MARIE, SANCTI PETRI, ET SANCTI JOANNIS, AT QUE SANCTI ANDRE QUAM CELLAN ANTE ANNOS CENTUM WIFREDUS COMES ET MARCHIO EXTRUXERAT, ET PER SONIOFREDUM GERUNDENSEM EPISCOPUM COMSECRARI CURAVERAT, NOVO OPERE RESTRUXIT, ET AB UBIGONE GERUNDENSI, AT QUE TEUDORICO BARCINONENSI EPISCOPIS DENCO DEDICARI FECIT ANNO INCARNATIONIS 950. INDICTIONE IX, KALENDIS OCTOBRIS | » |

Tingué una petita comunitat d'un prior i quatre o cinc monjos. Durant els segles següents va dependre d'aquest, fins al 1431; aleshores no tenia comunitat.
Els terratrèmols de 1428 i següents van enderrocar completament el monestir, tal com va quedar documentat en una visita pastoral del 1432. Fou en aquell moment quan fou unit al monestir de Sant Joan de les Abadesses, decisió que fou revocada pel papa Nicolau V el 1452. L'església seria refeta posteriorment. Més endavant, el 1592, el papa Climent VIII l'uní al monestir de Sant Pere de Camprodon.
El 1779 s'hi faria una nova reforma, afegint-hi un portal barroc. Tot i no tenir molta vida monacal, la llista de priors arriba fins al 1835, quan amb la desamortització de Mendizábal es produí l'abandonament del conjunt.
El 1918 es va reformar el campanar i el 1919 s'hi va instal·lar un rellotge i dues campanes noves, tot plegat costejat per Joan Castanyer i Massegur. Durant la Guerra Civil van desaparèixer tres campanes de l'Església.

## Descripció

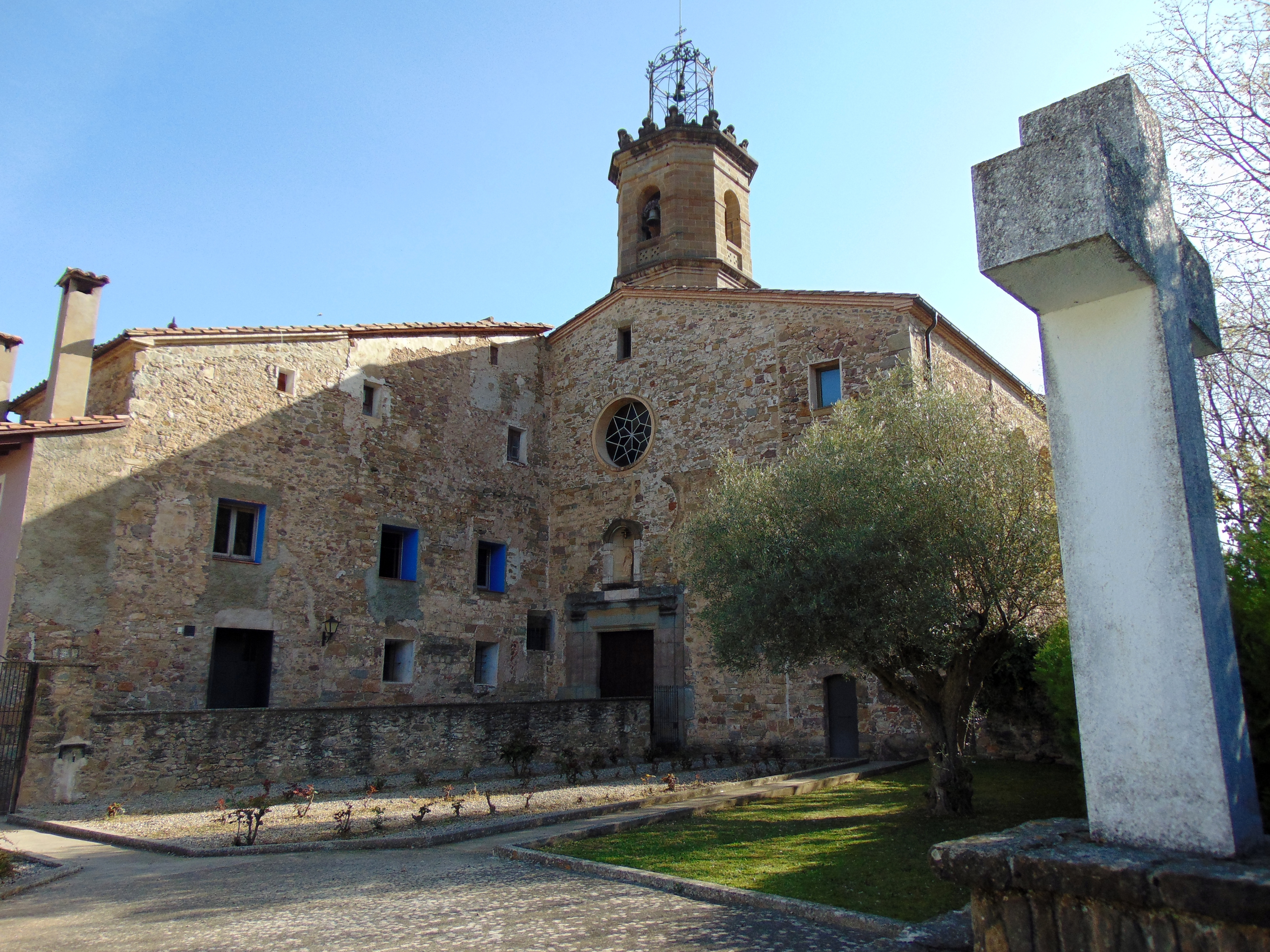

L'església parroquial de Santa Maria de Ridaura, també coneguda com a abadia o monestir de Santa Maria, és un conjunt de gran impacte al paisatge. Al costat de l'església, hi ha una casa anomenada "El Monestir" o "L'Abadia", amb una petita torre medieval rodona, que és tot el que resta de l'antic monestir junt amb l'església. Conserva una torre de secció circular d'època medieval i tres llindes amb inscripcions del segle xviii.
Situada a la façana de ponent, bastida en pedra del país poc treballada. A la part superior hi ha una fornícula que acull la imatge de la Verge amb l'Infant. Al carreu que fa de llinda es pot llegir la data inscrita de 1799 amb una forma decorativa al bell mig.

### Interior
A l'interior del temple es pot llegir "NEMO PREZVMAT ACCE DERE INDIGNVS ANSELIMVS 1723" i "ACCENDE NVANDO PVRVN'TE IPSUM INVENERIS THEOPHYLACTUS 1723".
Els púlpits conservats a l'interior de l'església, estan decorats amb estuc blanc i els detalls ornamentals de fullatges daurats. Estan coronats per un teuladet damunt del qual dos àngels sostenen la creu. Disposen de cinc costats amb els següents motius ornamentals: En el primer púlpit hi apareix la inscripció "CURATO PARRAL DE. S. MARIA DE RIUDAURA", i un brau com a símbol d'un evangelista. En el segon púlpit, hi apareix inscrit I H S, una àliga i un lleó com a símbols evangelistes, un escut d'armes, un cap d'àngel, la frase ALCALDIA NACIONAL DE RIUDAURA i un nus i unes mans.

### Campanar
L'església conté cinc campanes, tres s'ubiquen a la sala de campanes i dues a l'estructura metàl·lica de damunt del campanar. Dintre de la torre hi ha la campana "Climent", creada el segle xviii, i dues campanes més del segle XX que van ser donades per Joan Castanyer i Massegur. A l'estructura metàl·lica, les dues campanes són del segle xviii i anteriorment havien estat a l'espadanya de l'antiga capella de Sant Marçal, però es van traslladar recentment a l'Església de Santa Maria quan es va reformar l'edifici. S'anomenen campana dels quarts i campana de les hores, ja que marquen aquestes unitats del temps del rellotge, i estan dedicades a Maria i a Sant Marçal respectivament.
A davant de l'església hi ha el Padró, un construcció des d'on es comunicaven les notícies a la població en sortir de missa.